# L-234
La L-234, o Carretera de Ciutadilla, és una carretera antigament anomenada provincial, actualment gestionada per la Generalitat de Catalunya. La L correspon a la província de Lleida.
Té l'origen a la cruïlla amb les carreteres C-14 i LV-2341, a l'Hostal, al nord-oest de Ciutadilla, a ponent del paratge del Convent i al nord del Tossal de les Forques. Des d'aquest lloc, en 1 quilòmetre just de recorregut mena a la vila de Ciutadilla, des d'on, amb el nom de Carretera de Ciutadilla a Passanant, s'adreça cap al sud-est. En poc més de 4 quilòmetres arriba al límit comarcal, on es transforma en la T-234, a través de la qual acaba d'arribar al poble de Passanant en un total de 6 quilòmetres des de Ciutadilla. Abans, però, de convertir-se en la T-234 ha fet una breu entrada en un revolt de 200 metres en el terme de Guimerà, que pertany a la mateixa comarca de l'Urgell, i un darrer tram de 700 metres en el mateix terme.